# سرمایه‌گذاری کالدونیا
سرمایه‌گذاری کالدونیا (انگلیسی: Caledonia Investments) شرکت خدمات مالی بریتانیایی است، که در سال ۱۹۲۸ تأسیس شد.